# Lotus spectabilis
Lotus spectabilis är en ärtväxtart som beskrevs av Nicolas Charles Seringe. Lotus spectabilis ingår i släktet käringtänder, och familjen ärtväxter. Inga underarter finns listade i Catalogue of Life.